# Comissari Europeu de Salut i Protecció del Consumidor
|  | No s'ha de confondre amb Comissari Europeu de Protecció al Consumidor. |

El Comissari Europeu de Salut i Protecció del Consumidor és un membre de la Comissió Europea responsable de l'àrea de la salut pública, la seguretat alimentària i la salut animal de la Unió Europea (UE). L'actual comissari és el maltès John Dalli.

## Orígens
En la formació de la Comissió Santer el gener de 1995 s'incorporà les competències referents a la salut pública a la cartera de Protecció al Consumidor, creant la cartera de Comissari Europeu de Salut i Protecció al Consumidor.
En la formació de la Comissió Barroso el novembre de 2004 Markos Kiprianu assumí aquesta macrocartera, però amb l'entrada de Bulgària a la Unió Europea (UE) l'1 de gener de 2007 Kiprianu va retindre les àrees competents a salut i Meglena Kuneva es feu càrrec de les àrees competens a Protecció al Consumidor.
Tot i això amb la segona comissió de Barroso, el 9 de febrer de 2010, es reintegrà la cartera de Protecció del Consumidor a Salut.

## Llista de comissaris de salut i protecció del consumidor
| Comissió                                              | Nomenament                                           | Remoció                                              | Nom                                                  | Estat                                                | Partit                                               |
| Comissari Europeu de Salut i Protecció al Consumidor  | Comissari Europeu de Salut i Protecció al Consumidor | Comissari Europeu de Salut i Protecció al Consumidor | Comissari Europeu de Salut i Protecció al Consumidor | Comissari Europeu de Salut i Protecció al Consumidor | Comissari Europeu de Salut i Protecció al Consumidor |
| Santer                                                |                                                      |                                                      |                                                      |                                                      |                                                      |
| ----------------------------------------------------- | ---------------------------------------------------- | ---------------------------------------------------- | ---------------------------------------------------- | ---------------------------------------------------- | ---------------------------------------------------- |
| Santer                                                | 23 de gener de 1995                                  | 15 de març de 1999                                   | Emma Bonino                                          | Itàlia                                               | RI                                                   |
| Marín                                                 |                                                      |                                                      |                                                      |                                                      |                                                      |
| 16 de març de 1999                                    | 15 de setembre de 1999                               | Emma Bonino                                          | Itàlia                                               | RI                                                   |                                                      |
| Prodi                                                 |                                                      |                                                      |                                                      |                                                      |                                                      |
| 16 de setembre de 1999                                | 21 de novembre de 2004                               | David Byrne                                          | Irlanda                                              | FF                                                   |                                                      |
| 1 de maig de 2004                                     | 21 de novembre de 2004                               | Pavel Telička                                        | República Txeca                                      | ind.                                                 |                                                      |
| Comissari Europeu de Salut                            |                                                      |                                                      |                                                      |                                                      |                                                      |
| Barroso I                                             |                                                      |                                                      |                                                      |                                                      |                                                      |
| 22 de novembre de 2004                                | 3 de març de 2008                                    | Markos Kiprianu                                      | Xipre                                                | DIKO                                                 |                                                      |
| 3 de març de 2008                                     | 9 de febrer de 2010                                  | Andrul·la Vassiliu                                   | Xipre                                                | DIKO                                                 |                                                      |
| Comissari Europeu de Salut i Protecció del Consumidor |                                                      |                                                      |                                                      |                                                      |                                                      |
| Barroso II                                            |                                                      |                                                      |                                                      |                                                      |                                                      |
| 9 de febrer de 2010                                   | en el càrrec                                         | John Dalli                                           | Malta                                                | PN                                                   |                                                      |